# Maréorama
Le Maréorama est une attraction combinant une grande plateforme mobile et deux peintures panoramiques déroulantes reconstituant une croisière sur la Méditerranée. Conçu par Hugo d'Alesi, le Maréorama est exposé à l'Exposition universelle de 1900 à Paris. Il est l'un des derniers développements majeurs de la technologie des panoramas, peu avant que le médium ne devienne démodé.

## Histoire
La conception du dispositif et les peintures panoramiques sont d'Hugo d'Alesi. Il voyage en bateau sur la Méditerranée en 1897 pour réaliser les croquis préparatoires. Une équipe de peintres et de décorateurs travaille ensuite durant huit mois pour traduire ces croquis sur les toiles, et l'attraction est présentée à l'Exposition universelle de 1900 à Paris.
Le Maréorama est sans doute le panorama le plus réaliste jamais imaginé. Les panoramas disparaissent ensuite avec l'essor du cinématographe, inventé en 1895.

## Localisation
Durant l'Exposition universelle, l'attraction est installée à l'intérieur d'un bâtiment de la section des divertissements, sur le Champ de Mars, dans le 7e arrondissement de Paris. Ce bâtiment était situé à l'angle du quai d'Orsay (la partie qui a depuis été renommée quai Branly puis quai Jacques-Chirac) et de l'avenue de Suffren, à environ 200 mètres de la tour Eiffel.

## Description
Le Maréorama développe simultanément deux panoramas en mouvement créant l'illusion d'être sur le pont d'un navire à bord d'une croisière sur la Méditerranée entre Villefranche-sur-Mer et Constantinople, en passant par Sousse, Naples et Venise.
Les deux peintures sont des images de la mer et du rivage vues d'un navire. Elles mesurent chacune 13 m de haut sur 750 m de long, soit au total 19 500 m2.
Montées sur de gros cylindres soutenus par des flotteurs et entraînées par des moteurs hydrauliques, les deux toiles se déroulent devant les spectateurs au cours du trajet simulé. Le bord supérieur de chaque toile est accroché à de petits chariots sur un rail et renforcé par une fine bande d'acier pour éviter l'affaissement. Les cylindres eux-mêmes sont cachés par des rideaux et des accessoires. Les spectateurs sont installés sur une plate-forme représentant le pont d'un bateau à vapeur de 33 m de long et 9 m de large. Afin de lui donner un mouvement de roulis et de tangage, la plateforme est montée sur des vérins hydrauliques lui permettant de s'incliner jusqu'à 50 cm en tangage et 20 cm en roulis.
Pour renforcer l'illusion immersive, des soufflets simulent une brise océanique, des effets de lumière créent le passage du jour à la nuit et un orage. Des algues et du goudron assurent l'immersion olfactive. Le tout est accompagné par un orchestre jouant une symphonie d'Henri Kowalski.

Une séance, pouvant accueillir 700 spectateurs, dure une demi-heure environ. Des acteurs costumés en matelots aident les spectateurs pris de mal de mer,

## Présentation des panoramas
Le rapport général administratif et technique de l'Exposition universelle de 1900 décrit ainsi l'attraction :

« Le vaisseau quittait la belle rade de Villefranche, et, pendant le voyage, les vues offertes aux spectateurs étaient les suivantes :
- Villefranche.
  - Tribord : Ville en amphithéâtre ; citadelle ; fort du Montalban ; darse des torpilleurs.
  - Bâbord : Villas ; hauteurs de la Tête de chien, qui domine Monaco ; presqu'île Saint-Jean ; garde-côte ; sémaphore du cap Ferrat.

- Sousse.
  - Tribord : Port et nouvelle jetée ; casbah ; huileries.
  - Bâbord : Escadre de la Méditerranée.

- Naples.
  - Tribord : Îles d'Ischia et de Procida ; cap du Pausilippe, avec ses grottes fameuses ; quartier de la Chiaja et son jardin public ; école militaire et caserne ; château Saint-Elme ; église et chartreuse de San-Martino ; château de l'Œuf.
  - Bâbord : Île de Capri.

- Venise. 
  - Bâbord : Bains du Lido ; barques de pêcheurs ; jetée.
  - Tribord : Contreforts des Alpes, barques de pêcheurs, île de Sant'Elena ; jardin public.
  - Bâbord : Village de San-Nicolo.
  - Tribord : Bateaux de Chiogga ; entrée de l'Arsenal ; clochers, dont celui de Saint-Zacharie ; quai des Esclavons, palais Ducal, dôme de Saint-Marc, Piazzetta, etc. ; église de Santa-Maria délia Salute ; douane ; île de Saint-Georges.
  - Bâbord : Lagune ; village du Lido, etc.

- Constantinople.
  - Bâbord : Pointe de San-Stefano ; château des Sept Tours ; quartier grec et autres ; mosquées.
  - Tribord : Île des Princes ; ville de Kadi-Keui.
  - Bâbord : Tour du Seraskerat (en) ; mosquées Aya-Sofia et du sultan Achmet ; palais de Justice ; Sainte-Sophie ; platanes des Janissaires ; Vieux Sérail ; Corne d'Or ; tour de Galata ; quartiers de Péra et de Galata ; caïque impérial ; palais Dolma-Bagtché.
  - Tribord : Kadi-Keui ; hôpital anglais ; caserne de Scutari ; cimetière et quartiers de cette ville ; tour de Léandre ; Bosphore.

Entre Venise et Constantinople, le navire essuyait une tempête. »

— Alfred Picard.

#### Documents d'époque
- De Mercy, « Le Maréorama », La Vie moderne, 21e année, no 9,‎ 26 février 1899, p. 72–73 (lire en ligne).
- Georges Labouchère, « À l'Exposition : Le Maréorama », La Vie moderne, 22e année, no 26,‎ 1er juin 1900, p. 201–202 (lire en ligne).
- G. Mareschal, « Les panoramas à l'Exposition II : Le Maréorama », La Nature, 28e année, no 1414,‎ 30 juin 1900, p. 67–70 (lire en ligne).
- Alfred Picard, « Maréorama », dans Exposition universelle internationale de 1900 à Paris : Rapport général administratif et technique, t. 7, Paris, Imprimerie nationale, 1902–1903, p. 220–223 [lire en ligne].
- Louis Rousselet, L'Exposition universelle de 1900, Paris, Hachette, 1901, 318 p. (BNF 31258953), p. 292–295 [lire le fac-similé sur cnum.cnam.fr] [lire la transcription sur worldfairs.info].

#### Travaux académiques
- (en) Sofie Deckers, « Hugo d'Alesi's Maréorama : Recapturing and deconstructing the spectacle of the Mediterranean », FORUM+, vol. 28, no 3,‎ octobre 2021, p. 24–35 (DOI 10.5117/FORUM2021.3.004.DECK, lire en ligne).
- (en) Sonsoles Hernández Barbosa, « The 1900 World's Fair or the Attraction of the Senses : The Case of the Maréorama », The Senses and Society, vol. 10, no 1,‎ 2015 (DOI 10.2752/174589315X14161614601600, lire en ligne).
- (en) Sonsoles Hernandez Barbosa, « The Maréorama in the 1900 Universal Exhibition : a simulated Mediterranean voyage from the banks of the Seine », Early Popular Visual Culture, vol. 21, no 3,‎ 2023, p. 348–367 (DOI 10.1080/17460654.2022.2146152).